# Monomorium silvestrii
Monomorium silvestrii är en myrart som beskrevs av Wheeler 1927. Monomorium silvestrii ingår i släktet Monomorium och familjen myror. Inga underarter finns listade i Catalogue of Life.